# UFC Lions
Unihockey en Floorball Club Lions of UFC Lions is een voormalige Nederlandse floorballclub uit Rhenen. UFC Lions is opgericht in 2006 onder dezelfde naam en opgeheven op 25 juni 2020. UFC Lions telde op het hoogtepunt circa 80 leden. Sinds seizoen 2016/2017 speelde het herenteam van UFC Lions in de eerste divisie. Het Nederlands onder 19 team speelde twee selectieweekenden in het Gastland te Rhenen, tevens de thuisbasis van UFC Lions.

## Erelijst
- Promotie van Heren 1 naar de Eerste divisie (2014-2015)
- Promotie van Heren 1 naar de Eerste divisie (2016-2017)